# Capitale-Nationale

Capitale-Nationales läge i provinsen.

Capitale-Nationale (franska: "Nationens huvudstad") är en administrativ region i Québec i Kanada. Den har fått sitt namn av att provinsen Québecs huvudstad, Québec, ligger i regionen. I regionen finns sex sekundärkommuner (municipalités régionales de comté), en agglomération (grupp av kommuner där en gemensam nämnd sköter vissa uppgifter) med sekundärkommunala uppgifter och 67 primärkommuner. Regionen hade 671 468 invånare 2006, och arealen 18 639 km².
Regionen gränsar till Mauricie i väster och Saguenay–Lac-Saint-Jean i norr, samt, på andra sidan Saint Lawrencefloden, Bas-Saint-Laurent i öster och Chaudière-Appalaches i söder.

## Agglomération
- Agglomération de Québec, bestående av Québec, L'Ancienne-Lorette och Saint-Augustin-de-Desmaures

## Municipalités régionales de comté
- Charlevoix (centralort Baie-Saint-Paul)
- Charlevoix-Est (centralort La Malbaie)
- La Côte-de-Beaupré (centralort Château-Richer)
- La Jacques-Cartier (centralort Shannon)
- L'Île-d'Orléans (centralort Sainte-Famille-de-l'Île-d'Orléans)
- Portneuf (centralort Cap-Santé)

## Kommuner utanför sekundärkommunerna
- Notre-Dame-des-Anges (enklav i Agglomération de Québec, som den räknas till i bland annat befolkningsstatistik)
- Wendake (indianreservat som räknas till Agglomération de Québec i bland annat befolkningsstatistik)